# Seppo Wallin
Seppo Nyyrö Wallin, född 30 augusti 1928 i Tammerfors, död där 9 februari 2003, var en finländsk regissör. 
Wallin, som var son till konduktör Kustaa Nestor Wallin och Jenny Elisabet Metsäpuro, blev student 1947 och utexaminerades från Finska teaterskolan 1950. Han var skådespelare vid Helsingin kansanteatteri-Työväen teatteri i Helsingfors 1950–1953 och 1955–1957, vid Radioteatern 1953–1955, programredaktör och regissör vid Finlands television 1957–1961 samt chefsregissör vid Rundradions TV-teater från 1961. Han var verksam som lärare vid Finska teaterskolan från 1962 och medlem i styrelsen för Finlands teaterledare och regissörers förbund från 1965.